# Bohrium
A bohrium a periódusos rendszer egyik kémiai eleme. Nevét Niels Bohr Nobel-díjas dán fizikusról kapta. A Magyar Tudományos Akadémia által 2019. július 24-én kiadott ajánlásban javasolt bohrium név ellentmond a 2008-ban publikált, jelenleg is érvényes, magyar nyelvű szervetlen kémiai nevezéktanban található borium változatnak. A név majdnem kizárólagos magyar kiejtése a bórium változatot indokolná. A 2019-ben központilag előállított, minden magyar középiskolába 2019. augusztus végén kerülő fali periódusos rendszerben a borium név szerepel. Vegyjele Bh, rendszáma 107. Valószínűleg ezüstös és fehér vagy fémes szürke színű.

## Jellemzői
A bohrium mesterségesen előállított elem, legstabilabb izotópja a 270Bh, melynek felezési ideje 61 másodperc. Kémiai kísérletekkel igazolták, hogy a rénium nehezebb homológja, mivel +7-es oxidációs állapota stabil.

## Felfedezése
Az Egyesített Atomkutató Intézetben állították elő először 1976-ban.

## Fordítás
- Ez a szócikk részben vagy egészben  a   Bohrium című angol Wikipédia-szócikk fordításán alapul.  Az eredeti cikk szerkesztőit annak laptörténete sorolja fel. Ez a jelzés csupán a megfogalmazás eredetét és a szerzői jogokat jelzi, nem szolgál a cikkben szereplő információk forrásmegjelöléseként.